# Józef Polak

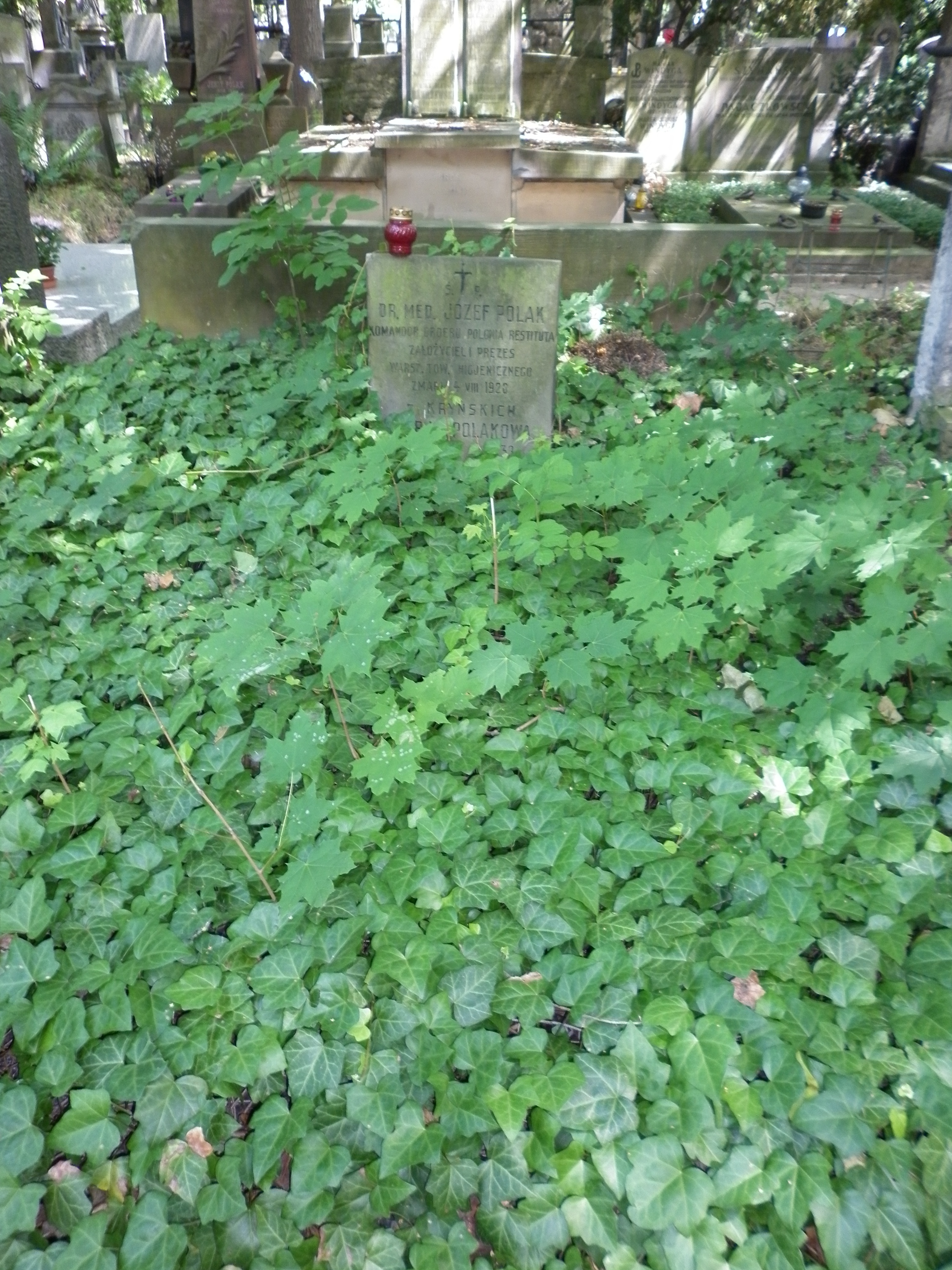
Grób Józefa Polaka na cmentarzu Powązkowskim w Warszawie

Józef Polak (ur. 11 grudnia 1857 w Równem, zm. 4 sierpnia 1928 w Warszawie) – polski lekarz higienista i działacz społeczny.

## Życiorys
Po maturze, od 1874 roku studiował medycynę w Akademii Cesarsko-Królewskiej Medyko-Chirurgicznej w Warszawie. W 1880 roku uzyskał dyplom lekarza. Po studiach podjął pracę w szpitalu Dzieciątka Jezus. W latach 1881–1882 prowadził wolną praktykę we Włoszczowie oraz zdał egzaminy na stopień doktora medycyny i odrębny egzamin uprawniający do stanowiska lekarza administracyjnego.
Był prekursorem i niestrudzonym popularyzatorem higieny. Założyciel Warszawskiego Towarzystwa Higienicznego oraz czasopisma „Zdrowie” ( oraz wieloletnim redaktorem w latach 1885–1922). W 1887 roku zorganizował pierwszą w Europie wschodniej Wystawę Higieniczną, która zmieniła świadomość ówczesnych Polaków na temat higieny. Był zwolennikiem poglądu, że oświata w sprawach zdrowia jest dźwignią postępu społecznego. Dzięki jego kampanii w Polsce wprowadzono m.in. obowiązek szczepień przeciwko ospie. Autor wielu publikacji (broszury w sprawach granic państwa, mniejszości narodowych), organizator Zjazdów Higienistów Polskich, kierował ruchem pacyfistycznym i założył Polskie Stowarzyszenie Przyjaciół Pokoju.
W 1915 i 1928 roku był nominowany do Pokojowej Nagrody Nobla.
Pracował w Radzie Komisji Odbudowy Kraju i Racjonalnego Budownictwa Tymczasowej Rady Stanu.
Był mężem Marii z Kryńskich (zm. 1939).
Zmarł w Warszawie. Pochowany na cmentarzu Powązkowskim (kwatera 65-4-19,20).

## Ordery i odznaczenia
- Krzyż Komandorski Orderu Odrodzenia Polski (30 kwietnia 1925)[5]

## Publikacje
- Nauka o szczęśliwości
- Wykład higieny miast, Warszawa (1908)